# Triangle del foc

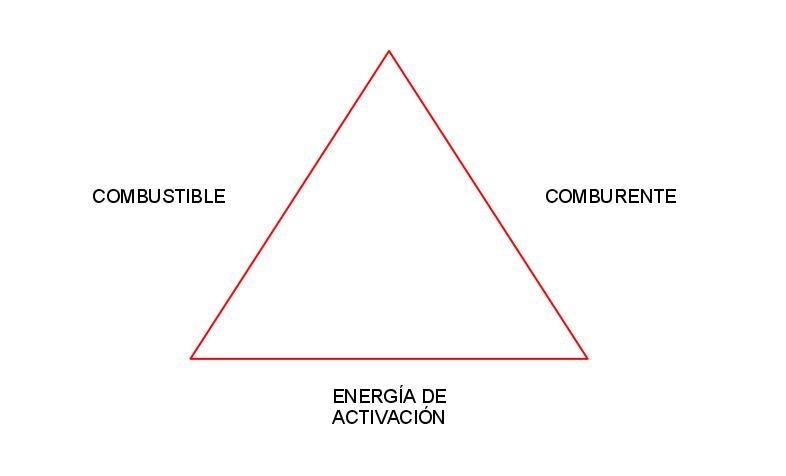
Triangle del foc

El  triangle de foc  és un model que representa gràficament els tres elements bàsics que han de coincidir en l'espai i el temps perquè es produeixi una combustió: el combustible, el comburent i l'energia d'activació.
Quan aquests factors es combinen en la proporció adequada, el foc es desencadena. D'altra banda, és igualment possible prevenir o extingir un foc eliminant un d'ells:
- Combustible: és qualsevol matèria que pot entrar en combustió. Sense combustible, el foc s'atura. Es pot eliminar naturalment, consumit per les flames, o artificialment, mitjançant processos químics i físics que impedeixen al foc accedir al combustible. Aquest aspecte és molt important en l'extinció d'incendis forestals (per exemple, mitjançant tallafocs).
- Comburent: és l'agent oxidant de la combustió. En condicions normals aquest paper el fa l'oxigen de l'aire, però també són comburents tots els elements electronegatius, com ara el flúor i altre halògens, a més de compostos rics en oxigen (peròxids, nitrats, sulfats, etc.). La insuficiència d'oxigen impedeix al foc començar i propagar-se.
- Calor: és l'energia transferida en forma de temperatura. Sense la calor suficient, el foc no pot ni començar ni propagar-se. Es pot eliminar introduint un element que prengui una part de la calor disponible per a la reacció. Habitualment s'empra aigua, que pren l'energia per passar a estat gasós. També són efectius pols o gasos amb la mateixa funció.

## Tetraedre del foc

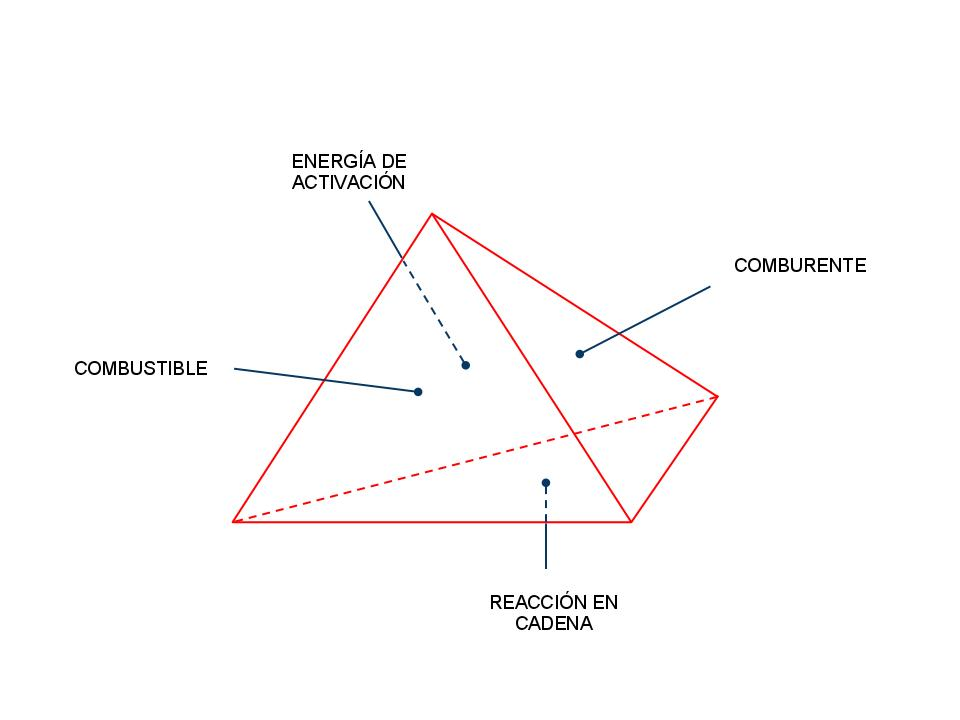
Tetraedre del foc

Tetraedre que representa gràficament els quatre elements bàsics que han de coincidir en l'espai i el temps perquè es produeixi un foc: el combustible, el comburent, l'energia d'activació i la reacció en cadena.
- Reacció en cadena: procés on els radicals lliures que es generen possibiliten la propagació de l'incendi en presència d'una barreja adient de combustible i comburent, quan l'energia d'activació és suficient.[3]